# Nesticus antillanus
Espèce
Nesticus antillanus est une espèce d'araignées aranéomorphes de la famille des Nesticidae.

## Distribution
Cette espèce est endémique de Cuba. Elle se rencontre sur le Pico Turquino.

## Description
Le mâle holotype mesure 2,6 mm.
Le mâle décrit par Gertsch en 1984 mesure 2,60 mm.

## Étymologie
Son nom d'espèce lui a été donné en référence au lieu de sa découverte, les Antilles.

## Publication originale
- Bryant, 1940 : Cuban spiders in the Museum of Comparative Zoology. Bulletin of the Museum of Comparative Zoology, vol. 86, no 7, p. 247-554 (texte intégral).